# (4723) Wolfgangmattig
(4723) Wolfgangmattig es un asteroide perteneciente al cinturón de asteroides, descubierto el 11 de octubre de 1937 por Karl Wilhelm Reinmuth desde el Observatorio de Heidelberg-Königstuhl, Alemania.

## Designación y nombre
Designado provisionalmente como 1937 TB. Fue nombrado Wolfgangmattig en honor al físico solar alemán y cosmólogo Wolfgang Mattig con motivo de su retiro, que desarrolló su labor en el Instituto Kiepenheuerde Friburgo.

## Características orbitales
Wolfgangmattig está situado a una distancia media del Sol de 2,675 ua, pudiendo alejarse hasta 3,203 ua y acercarse hasta 2,147 ua. Su excentricidad es 0,197 y la inclinación orbital 3,056 grados. Emplea 1598 días en completar una órbita alrededor del Sol.

## Características físicas
La magnitud absoluta de Wolfgangmattig es 13,7. Tiene 10,343 km de diámetro y su albedo se estima en 0,052.